# Draft NBA 2004
Il Draft NBA 2004 si è svolto il 24 giugno 2004 al Madison Square Garden di New York.

## Giocatori scelti al 1º giro
|   | Indica un giocatore che è stato selezionato per almeno un All-Star Game ed è inserito in un All-NBA Team |
|   | Indica un giocatore che è stato selezionato per almeno un All-Star Game                                  |
|   | Indica un giocatore che è stato inserito in almeno un All-NBA Team                                       |
| * | Indica il giocatore che ha vinto il titolo di Rookie of the Year                                         |
|   | Indica un giocatore che non ha mai giocato una partita in NBA                                            |

| Scelta | Giocatore              | Nazionalità              | Squadra NBA                                       | Scuola/ex squadra                       |
| ------ | ---------------------- | ------------------------ | ------------------------------------------------- | --------------------------------------- |
| 1      | Dwight Howard (F/C)    | Stati Uniti              | Orlando Magic                                     | SW Atlanta Christian Academy            |
| 2      | Emeka Okafor * (F/C)   | Stati Uniti              | Charlotte Bobcats (dai L.A. Clippers)             | Connecticut                             |
| 3      | Ben Gordon (G)         | Regno Unito/ Stati Uniti | Chicago Bulls                                     | Connecticut                             |
| 4      | Shaun Livingston (PG)  | Stati Uniti              | Los Angeles Clippers (da Charlotte)               | Peoria Central H.S. (Peoria, IL)        |
| 5      | Devin Harris (G)       | Stati Uniti              | Washington Wizards (ceduto a Dallas)              | Wisconsin                               |
| 6      | Josh Childress (G/F)   | Stati Uniti              | Atlanta Hawks                                     | Stanford                                |
| 7      | Luol Deng (SF)         | Sudan/ Regno Unito       | Phoenix Suns (ceduto a Chicago)                   | Duke                                    |
| 8      | Rafael Araújo (C)      | Brasile                  | Toronto Raptors                                   | Brigham Young                           |
| 9      | Andre Iguodala (G/F)   | Stati Uniti              | Philadelphia 76ers                                | Arizona                                 |
| 10     | Luke Jackson (SF)      | Stati Uniti              | Cleveland Cavaliers                               | Oregon                                  |
| 11     | Andris Biedriņš (F/C)  | Lettonia                 | Golden State Warriors                             | BK Skonto Rīga (Lettonia)               |
| 12     | Robert Swift (C)       | Stati Uniti              | Seattle SuperSonics                               | Bakersfield H.S. (Bakersfield, CA)      |
| 13     | Sebastian Telfair (PG) | Stati Uniti              | Portland Trail Blazers                            | Abraham Lincoln H.S. (Brooklyn, NY)     |
| 14     | Kris Humphries (F)     | Stati Uniti              | Utah Jazz                                         | Minnesota                               |
| 15     | Al Jefferson (PF)      | Stati Uniti              | Boston Celtics                                    | Prentiss H.S (Prentiss, MS)             |
| 16     | Kirk Snyder (SG)       | Stati Uniti              | Utah Jazz (da New York via Phoenix)               | Nevada-Reno                             |
| 17     | Josh Smith (SF)        | Stati Uniti              | Atlanta Hawks (da Milwaukee via Denver e Detroit) | Oak Hill Academy (Mouth of Wilson, VA)  |
| 18     | J.R. Smith (SG)        | Stati Uniti              | New Orleans Hornets                               | Saint Benedict's Prep H.S. (Newark, NJ) |
| 19     | Dorell Wright (SF)     | Stati Uniti              | Miami Heat                                        | South Kent Prep H.S. (Lawndale, CA)     |
| 20     | Jameer Nelson (PG)     | Stati Uniti              | Denver Nuggets (ceduto a Orlando)                 | St. Joseph's                            |
| 21     | Pavel Podkol'zin (C)   | Russia                   | Utah Jazz (da Houston,ceduto a Dallas)            | Pallacanestro Varese (Italia)           |
| 22     | Viktor Chrjapa (SF)    | Russia                   | New Jersey Nets (ceduto a Portland)               | CSKA Mosca (Russia)                     |
| 23     | Sergej Monja (SG)      | Russia                   | Portland Trail Blazers (da Memphis)               | CSKA Mosca (Russia)                     |
| 24     | Delonte West (PG)      | Stati Uniti              | Boston Celtics (da Dallas)                        | St. Joseph's                            |
| 25     | Tony Allen (SG)        | Stati Uniti              | Boston Celtics (da Detroit)                       | Oklahoma State                          |
| 26     | Kevin Martin (SG)      | Stati Uniti              | Sacramento Kings                                  | Western Carolina                        |
| 27     | Saša Vujačić (SG)      | Slovenia                 | Los Angeles Lakers                                | Snaidero Udine (Italia)                 |
| 28     | Beno Udrih (PG)        | Slovenia                 | San Antonio Spurs                                 | Olimpia Milano (Italia)                 |
| 29     | David Harrison (C)     | Stati Uniti              | Indiana Pacers                                    | Colorado                                |

## Giocatori scelti al 2º giro
| Scelta | Giocatore               | Nazionalità        | Squadra NBA                                                | Scuola/ex squadra                 |
| ------ | ----------------------- | ------------------ | ---------------------------------------------------------- | --------------------------------- |
| 30     | Anderson Varejão (PF)   | Brasile            | Orlando Magic (ceduto a Cleveland)                         | Barcellona                        |
| 31     | Jackson Vroman (C)      | Stati Uniti        | Chicago Bulls (ceduto a Phoenix)                           | Iowa State                        |
| 32     | Peter John Ramos (C)    | Porto Rico         | Washington Wizards                                         | Criollos de Caguas (Porto Rico)   |
| 33     | Lionel Chalmers (PG)    | Stati Uniti        | Los Angeles Clippers (da Charlotte)                        | Xavier (OH)                       |
| 34     | Donta Smith (SF)        | Stati Uniti        | Atlanta Hawks                                              | Southeastern Illinois J.C.        |
| 35     | Andre Emmett (F/G)      | Stati Uniti        | Seattle SuperSonics (dai L.A. Clippers, ceduto a Memphis)  | Texas Tech                        |
| 36     | Antonio Burks (PG)      | Stati Uniti        | Orlando Magic (da Phoenix, ceduto a Memphis)               | Memphis                           |
| 37     | Royal Ivey (PG)         | Stati Uniti        | Atlanta Hawks (da Philadelphia)                            | Texas                             |
| 38     | Chris Duhon (PG)        | Stati Uniti        | Chicago Bulls (da Toronto)                                 | Duke                              |
| 39     | Albert Miralles (PF)    | Spagna             | Toronto Raptors (da Cleveland, ceduto a Miami)             | Roseto Basket (Italia)            |
| 40     | Justin Reed (SF)        | Stati Uniti        | Boston Celtics                                             | Mississippi                       |
| 41     | David Young (G)         | Stati Uniti        | Seattle SuperSonics                                        | NCC                               |
| 42     | Vikt'or Sanik'idze (SF) | Georgia            | Atlanta Hawks (da Golden State via Philadelphia e Orlando) | JDA Digione (Francia)             |
| 43     | Trevor Ariza (SF)       | Stati Uniti        | New York Knicks                                            | UCLA                              |
| 44     | Tim Pickett (SG)        | Stati Uniti        | New Orleans Hornets                                        | Florida State                     |
| 45     | Bernard Robinson (SF)   | Stati Uniti        | Charlotte Bobcats (da Milwaukee)                           | Michigan                          |
| 46     | Ha Seung-jin (C)        | Corea del Sud      | Portland Trail Blazers                                     | Università Yonsei (Corea del Sud) |
| 47     | Pape Sow (PF)           | Senegal            | Miami Heat (ceduto a Toronto)                              | Cal State Fullerton               |
| 48     | Ricky Minard (SG)       | Stati Uniti        | Sacramento Kings (da Utah)                                 | Morehead State                    |
| 49     | Serhij Liščuk (PF)      | Ucraina            | Memphis Grizzlies (da Denver via Orlando)                  | Khimik Yuzhny (Ucraina)           |
| 50     | Vasilīs Spanoulīs (PG)  | Grecia             | Dallas Mavericks (da Houston via Denver)                   | Maroussi (Grecia)                 |
| 51     | Christian Drejer (SF)   | Danimarca          | New Jersey Nets                                            | FC Barcelona (Spagna)             |
| 52     | Romain Sato (SG)        | Rep. Centrafricana | San Antonio Spurs (da Memphis)                             | Xavier (OH)                       |
| 53     | Matt Freije (SF)        | Stati Uniti        | Miami Heat (da Dallas)                                     | Vanderbilt                        |
| 54     | Rickey Paulding (SG)    | Stati Uniti        | Detroit Pistons                                            | Missouri                          |
| 55     | Luis Flores (PG)        | Rep. Dominicana    | Houston Rockets (da Sacramento via Utah)                   | Manhattan                         |
| 56     | Marcus Douthit (PF)     | Stati Uniti        | Los Angeles Lakers                                         | Providence                        |
| 57     | Sergej Karaulov (C)     | Uzbekistan         | San Antonio Spurs                                          | Sakha-Yakutia Yakutsk (Russia)    |
| 58     | Blake Stepp (PG)        | Stati Uniti        | Minnesota Timberwolves                                     | Gonzaga                           |
| 59     | Rashad Wright (G)       | Stati Uniti        | Indiana Pacers                                             | Georgia                           |

- Nota: PG = Playmaker; SG = Guardia; SF = Ala piccola; PF = Ala grande; C = Centro